# Lambertuskapelle (Eupen)

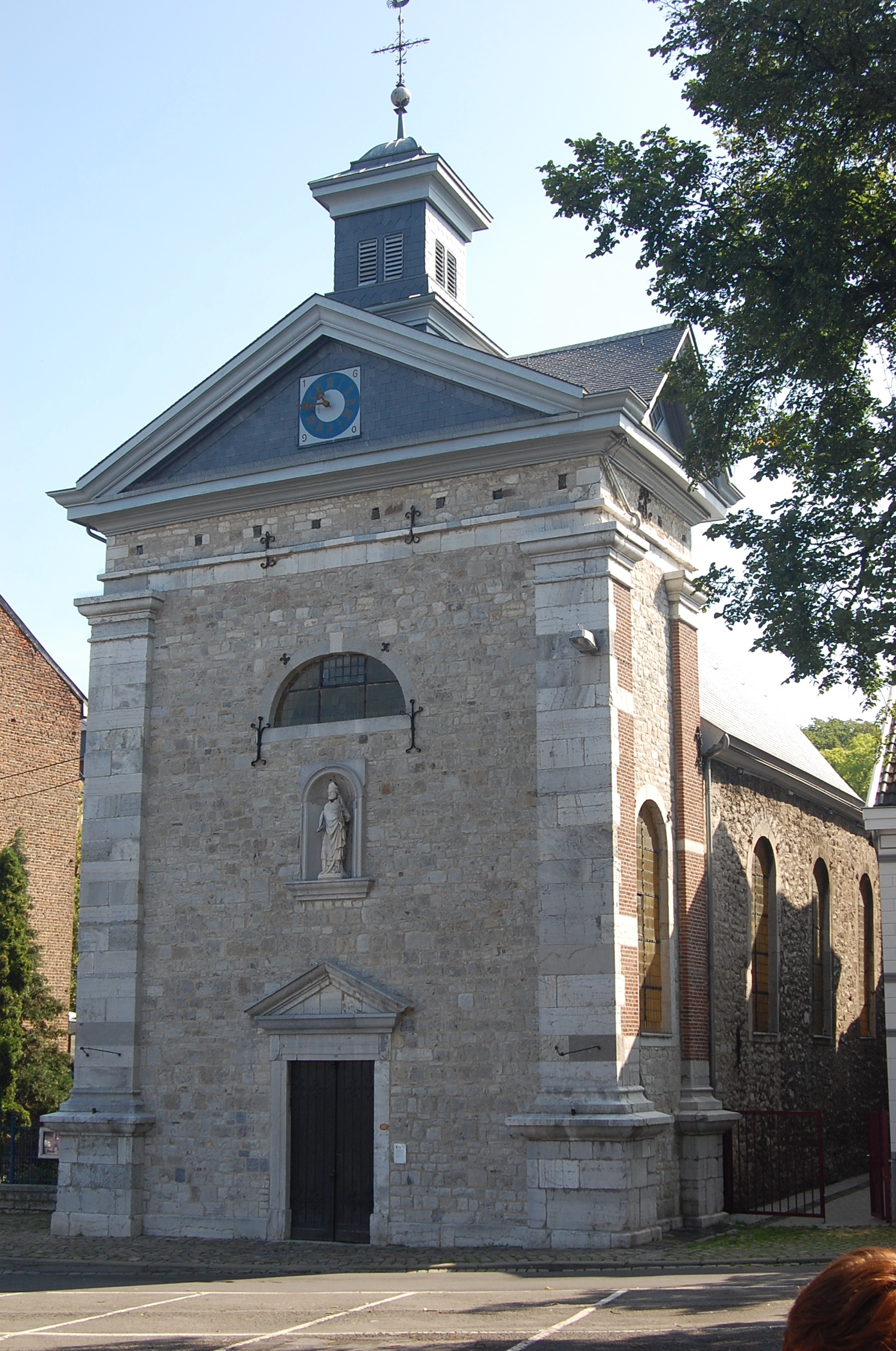
Lambertuskapelle Eupen – West- und Südansicht

Die Lambertuskapelle in Eupen, Provinz Lüttich/Belgien, auch als Werthkapelle bekannt, ist eines der ältesten Kirchengebäude der Stadt. Es wurde 1690 auf dem Eupener Werthplatz errichtet und 1730 von der Pfarre St. Nikolaus im Bistum Lüttich übernommen. Die Kapelle war seit 1729 der Mariä Aufnahme in den Himmel geweiht und wurde um 1750 unter den Schutz des hl. Lambertus gestellt. Bereits 1949 erhielt die mehrfach veränderte und restaurierte Kapelle den Status eines schützenswerten Objektes und fungiert seit 2014 als Simultankirche sowohl für die römisch-katholische als auch für die griechisch-orthodoxe Gemeinde Eupens. Seit den 1990er-Jahren gehört sie zum Pfarrverband Eupen-Kettenis im Bistum Lüttich.  

## Geschichte
Um den Anwohnern des Viertels rund um den Werthplatz den je nach Witterung beschwerlichen Weg zur St. Nikolauskirche zu ersparen, stiftete um 1686 die dort ansässige einflussreiche Eupener Kaufmannsfamilie Klebanck der Gemeinde einen Teil ihres Grundstückes mit der Auflage, dort eine Kapelle errichten zu lassen. Im Jahr 1690 konnte nach langen Beratungen der Grundstein für das einschiffige Kirchengebäude gelegt und 1691 der erste Gottesdienst abgehalten werden. Zugleich schlossen die Gebrüder Michael, Matthias und Isaak Klebanck einen Vertrag mit dem für die Eupener Kirchengemeinde zuständigen Abt der Abtei Rolduc über die Einstellung eines Geistlichen ab, der von dem Bischof von Lüttich, Johann Ludwig von Elderen, zunächst befristet für eine Zeit von zwei Jahren genehmigt wurde. Dieser Vertrag wurde mehrmals verlängert und schließlich im Jahr 1700 auf Lebenszeit der Gebrüder Klebanck erweitert. Nach dem Tod des letzten der Klebanck-Brüder im Jahr 1723 wurden per Testament die Nachkommen und Angehörigen der Familie verpflichtet, jährlich die Zinsen einer Kapitalanlage an die Kirche zu zahlen und in der Stiftung zum Erhalt der Kirche zu verbleiben. Diese Absprache führte 1729 zur endgültigen Konsekration der Kapelle durch den Lütticher Weihbischof Jean-Baptist Gillis (1729–1736) vom zuständigen Bistum Lüttich und zur Weihe als Mariä Himmelfahrtskirche. Zugleich übergab er der Kapelle die Reliquien der Märtyrer Faustinus von Rom und Clara. Ein Jahr später wurde sie von der Pfarre St. Nikolaus übernommen und ab etwa 1750 als Lambertuskapelle geführt. Die Quellen sagen nichts detailliertes darüber aus, wann genau und aus welchem Anlass die neue Einweihung stattgefunden hat. Ab etwa 1759 wurde die Kapelle durch einen eigenen Kirchenvorstand verwaltet.
Jahrzehnte später und mittlerweile unter preußischer Verwaltung und der damit verbundenen Zugehörigkeit zum Erzbistum Köln zeigte die dem Wetter ausgesetzte und dem Werthplatz zugewandte Westfront der Kapelle die ersten Schadstellen und drohte im Jahr 1820 einzustürzen. Daraufhin wurde im Stadtrat beschlossen, die Kapelle durch einen mächtigen und den Chor überragenden neuen Vorbau im Stil des damals aufkommenden Klassizismus nach Plänen des Baumeisters Leonhard Baltus zu erweitern. Durch diese markante Kombination unterschiedlicher Baustile wurde die Kapelle zu einem der merkwürdigsten Gebäude der Stadt. Im Jahr 1828 wurde die Sakristei erweitert, 1831 das Altarbild restauriert und 1864 die Fenster erneuert. 
Mit der Angliederung des Kreises Eupen an Belgien im Jahr 1920 infolge des Versailler Vertrags gehörte die Pfarre zunächst zum Bistum Eupen-Malmedy und ist seit dessen Auflösung im Jahr 1925 wieder Teil des Bistums Lüttich. Eine weitere grundlegende Sanierung und Restaurierung der Kapelle fand nunmehr 1975 statt, bei der u. a. eine neue Heizungsanlage installiert wurde. Schließlich erhielt die Kapelle in den Jahren 2007/2008 einen neuen Innenanstrich und der von einem Holzwurm befallene Hochaltar eine Komplettsanierung.

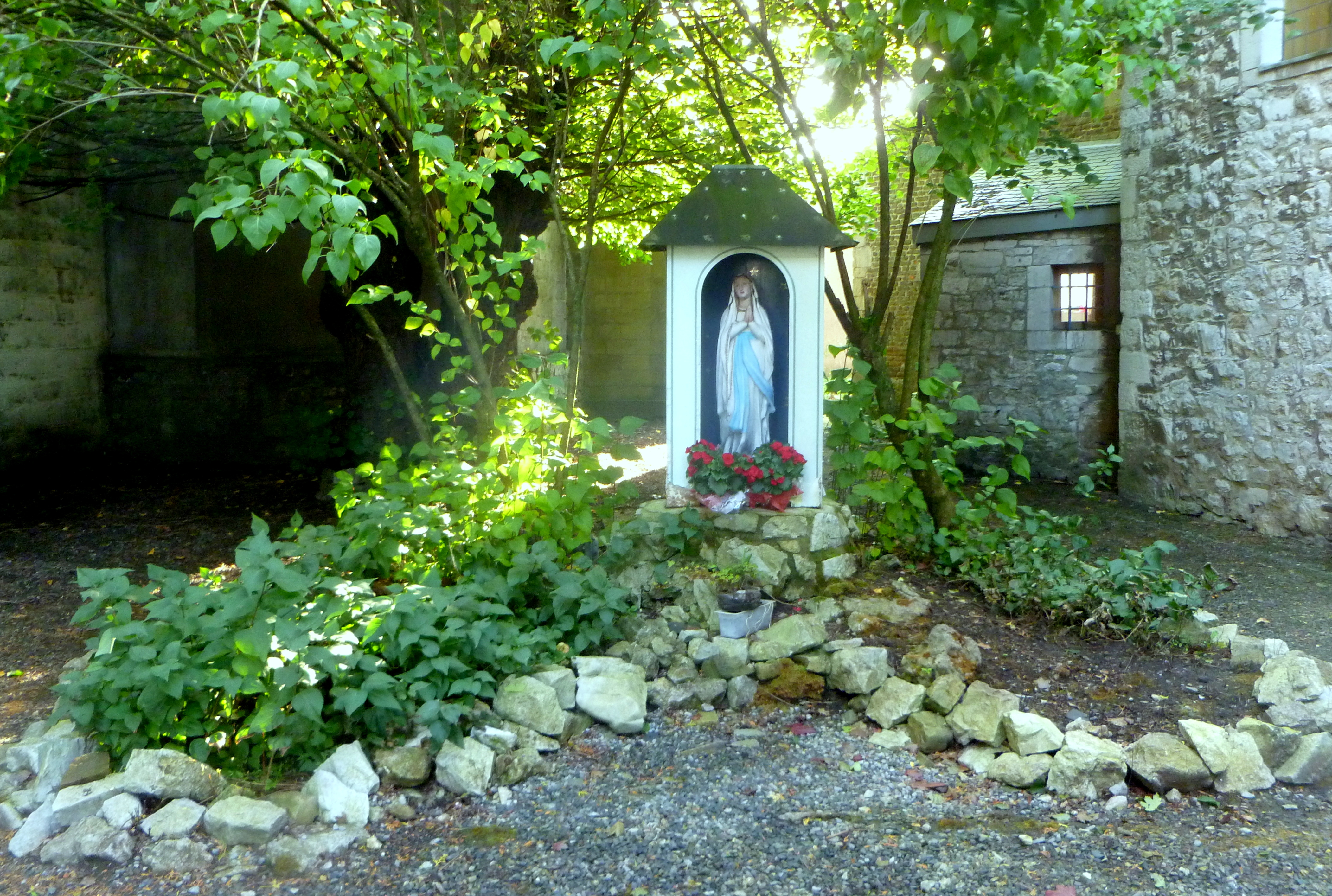
Madonnenfigur im Garten

Im Jahr 2014 wurde die Lambertuskapelle zur Simultankirche erhoben, um der in Eupen ansässigen orthodoxen Gemeinde der hl. Apostelgleichen Nino, die mit ihren rund 250 Gläubigen zuvor in der Eupener Klosterkirche am Rathausplatz und anschließend im Kloster Garnstock am Stadtrand zu Gast waren, eine Möglichkeit zur Liturgie zu bieten. Da in der orthodoxen Liturgie die symbolisierte Trennung zwischen „geistiger“ (Altarraum) und „materieller“ (Besucherraum) Welt ein zentraler Bestandteil ist, wurde eigens dafür eine mobile Ikonostase, eine reich verzierte Trennwand, eingerichtet, die je nach Bedarf aus- oder eingeklappt werden kann.
In einem kleinen Gartenareal an der Nordseite der Kapelle wurde in einem kleinen herzförmigen Beet eine Marienfigur aufgebaut, die in einer Rundbogennische eines auf einem Steinsockel aufgestelltem und überdachten Gehäuses steht.

## Baubeschreibung

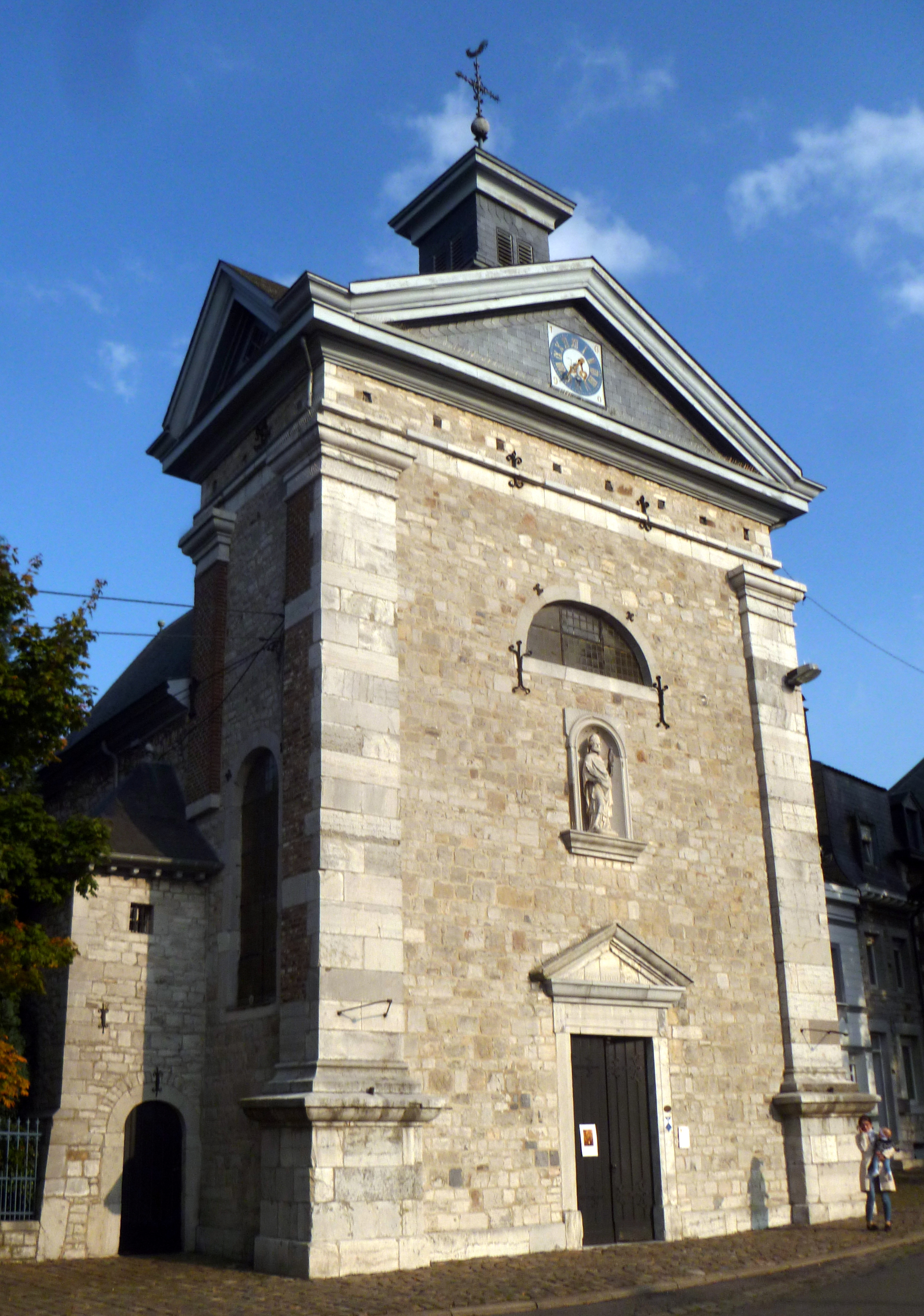
Westbau mit altem Treppentürmchen

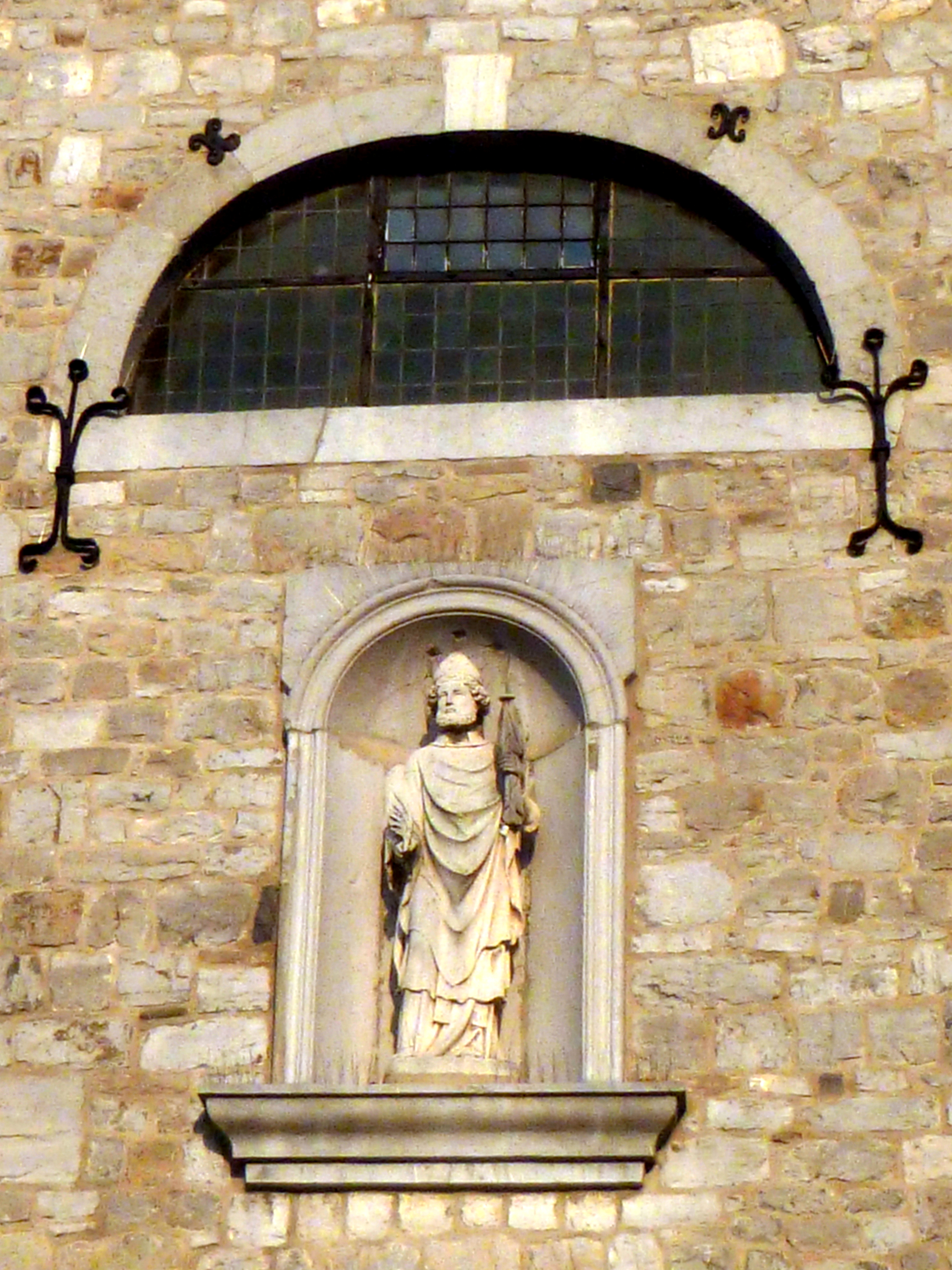
Rundbogennische mit hl. Lambertus und Fenster in der Westseite

Der älteste Teil der Kapelle aus dem 17. Jahrhundert besteht aus einem einschiffigen in Bruchstein gemauerten Chor über drei Joche und mit einer dreiseitigen Apsis. An den Seiten befinden sich jeweils drei rundbogige Fensternischen mit Blausteinrahmungen. Ein hohes in Schiefer gehaltenes Satteldach mit Aufschieblingen schließt das Gebäude nach oben hin ab. 
Auf Höhe der ehemaligen Westwand des Altbaus ist an ihrer nördlichen Ecke ein altes quadratisches Treppentürmchen auf hohem Sockel mit einem dreiseitigen Walmdach erhalten geblieben, in dessen Westseite die Seiteneingangstür aus dem Ende des 17. Jahrhunderts mit abgeflachtem Rundbogen und abgeschrägter Form eingebaut ist. Daneben sind noch Elemente des Sturzes des ehemaligen Haupteinganges vorhanden, auf denen das Jahr „ANNO 1690“ vermerkt ist.
Im Rahmen der Restaurierung 1820 wurde die marode Westwand abgerissen und durch einen rechteckigen Vorbau in Blau- und Bruchsteinbauweise ersetzt, der den Altbau deutlich überragt. Die massiven Eckpilaster sind auf hohem Sockel vorderseitig in Blaustein und seitlich in Ziegelsteinbauweise hochgezogen sowie mit markanten Kapitellen bekrönt. Die Vorderfassade aus Bruchstein wird bestimmt durch den neuen rechteckigen Haupteingang mit einem aufgesetzten Dreiecksgiebel, über dem sich in einer Rundbogennische die Statue des hl. Lambertus befindet. Weiter darüber ist ein halbkreisförmiges Fenster mit einfacher Verglasung und Blausteineinrahmung eingebaut. 
Der Vorbau wird optisch abgeschlossen durch einen rundum laufenden schmucklosen Blausteinfries unter einem weiteren schmalen Wandstreifen, der mit kleinen quadratischen Ausbuchtungen bestückt ist, die wie Schießscharten wirken. Darüber erhebt sich das viergiebelige Kreuzdach mit zwei sich im rechten Winkel schneidenden Satteldächern, die vier dreieckige Giebel bilden. Der Dreiecksgiebel über der Eingangsfassade ist mit Schieferplatten abgedeckt und trägt mittig eine mit 1690 datierte Uhr mit hellem Hintergrund und goldenen Ziffern.
Überragt wird der Vorbau von einem mit Schiefer bekleideten quadratischen Dachreiter für die Aufnahme der Glocke, der selbst mit einem breit profilierten Gesims und einem Dach in Form eines Zwiebelhelms bekrönt ist.

## Ausstattung

### Hochaltar

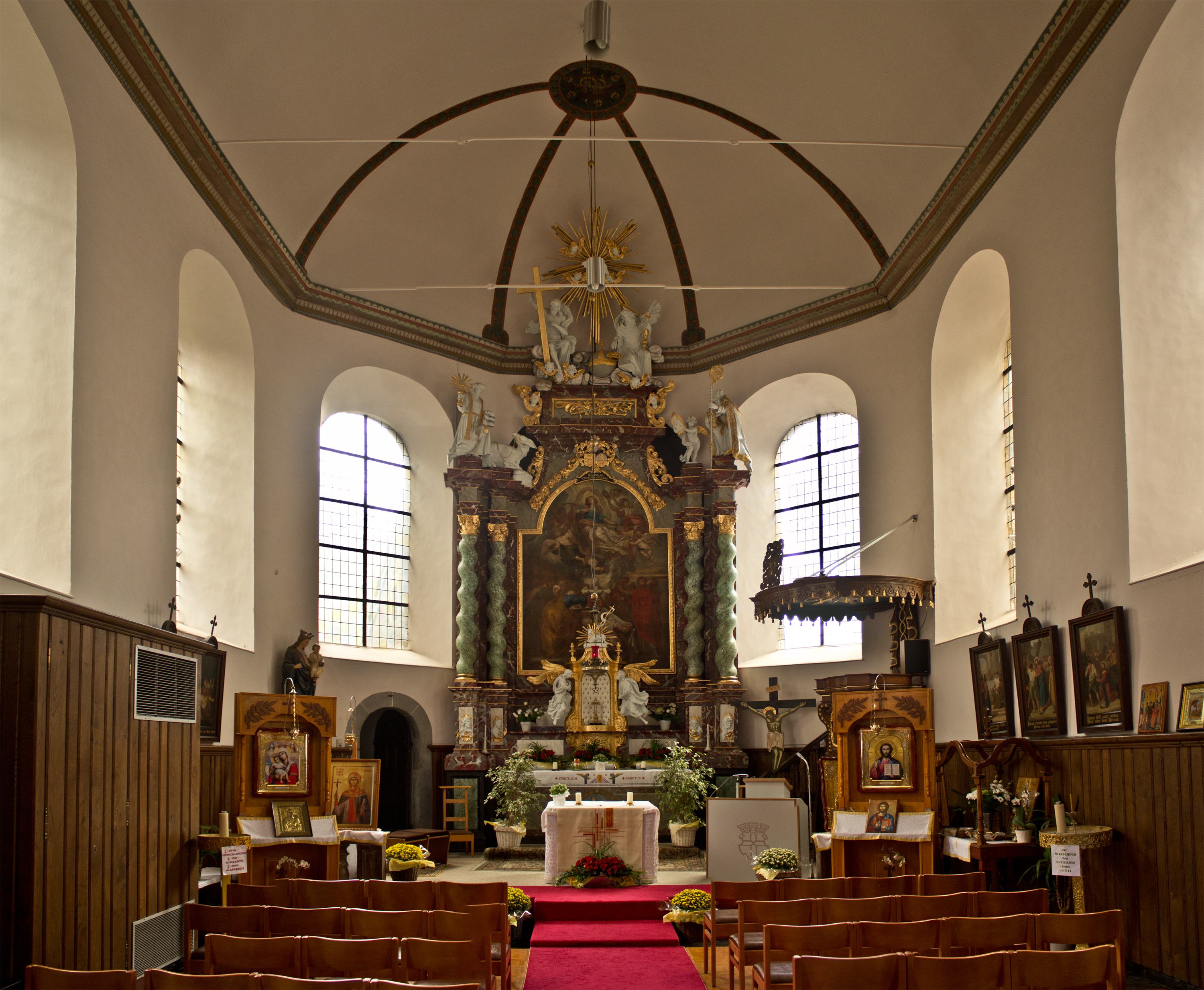
Altarraum

Der schlanke Innenraum wird beherrscht von dem deckenhohen barocken Hochaltar aus dem Jahr 1694, der damit der älteste Altar Eupens ist. Er besteht ausschließlich aus marmoriertem Holz und füllt die Mittelwand der dreiseitigen Apsis vollkommen aus. Der Altar ist das Werk eines unbekannten Künstlers und wurde ein erstes Mal im Jahre 1831 erneuert sowie ein zweites Mal in 1881 und zuletzt im Jahr 2008 restauriert.
Seine über die gesamte Breite gehende und aus einfachem Mauerwerk erbaute Mensa ist mit einem Antependium ausgestattet, das mit einem Halbfigurenbild den hl. Lambertus, gemalt in Öl auf Leinwand, bestückt ist. Darauf steht der aus Holz geschnitzte und vergoldete Tabernakel, der aus dem 19. Jahrhundert stammt. Er wird flankiert von zwei Adoranten und bekrönt von einem Lamm im Strahlenkranz, das eine Kreuzfahne trägt. In der halbrunden Altarnische befindet sich das zierliche silberne Altarkreuz.
An der Wand der Apsis und über dem Altar erhebt sich eine große rundbogige Bildnische, die an jeder Seite von zwei gewundenen Säulen eingerahmt ist, auf deren Sockeln die vier Evangelisten und ihre Symbole angebracht sind. Das Altarbild selbst ist eine Kopie des Gemäldes Himmelfahrt Mariä von Peter Paul Rubens und spielt auf die erste Namensgebung der Kapelle an. Es wurde von dem Maler Jacob Reiners aus Lobberich (1828–1907) eingehend restauriert, 2011 wurde der Altar, das Altarbild und der Altasockel einer weiteren Restaurierung unterzogen. 
Über dem Rundbogen des Bildes befindet sich mit Girlandendekor und Bändern verziert das Doppelwappen der Familien Arnold Roemer und Sophia Lambris, die mit der Familie Klebanck verwandt waren und als Stifter des Hochaltars gelten. In den Bändern sind deren Namen und die Jahreszahl 1694 eingraviert. Ein Chronogramm auf dem Scheitel des Gemälderahmens erinnert an die Restaurierung des Altars im Jahr 1831 und trägt die Inschrift: ILLIbata Da CLIentIbVs a VXILIUM (Unversehrte, hilf deinen Schutzbefohlenen).
Auf dem gestuften Gebälk der Säulen sind links des Altares die Figur des Antonius von Padua mit Strahlenmonstranz, Buch und Maultier und rechts die des hl. Lambertus mit einem Putto, das die Mitra hält, aufgesetzt. Der rechteckige Giebelbau des Hochaltars ist von Engelsköpfen flankiert und mittig mit einem vergoldeten Schwert und einem vergoldeten Palmenzweig in einer goldgerahmten Fläche bestückt. Der Giebelaufbau dient zugleich als Postament für die darauf angebrachte Darstellung der Heiligen Dreifaltigkeit, die sich um eine Weltkugel gruppiert.

### Hängekanzel

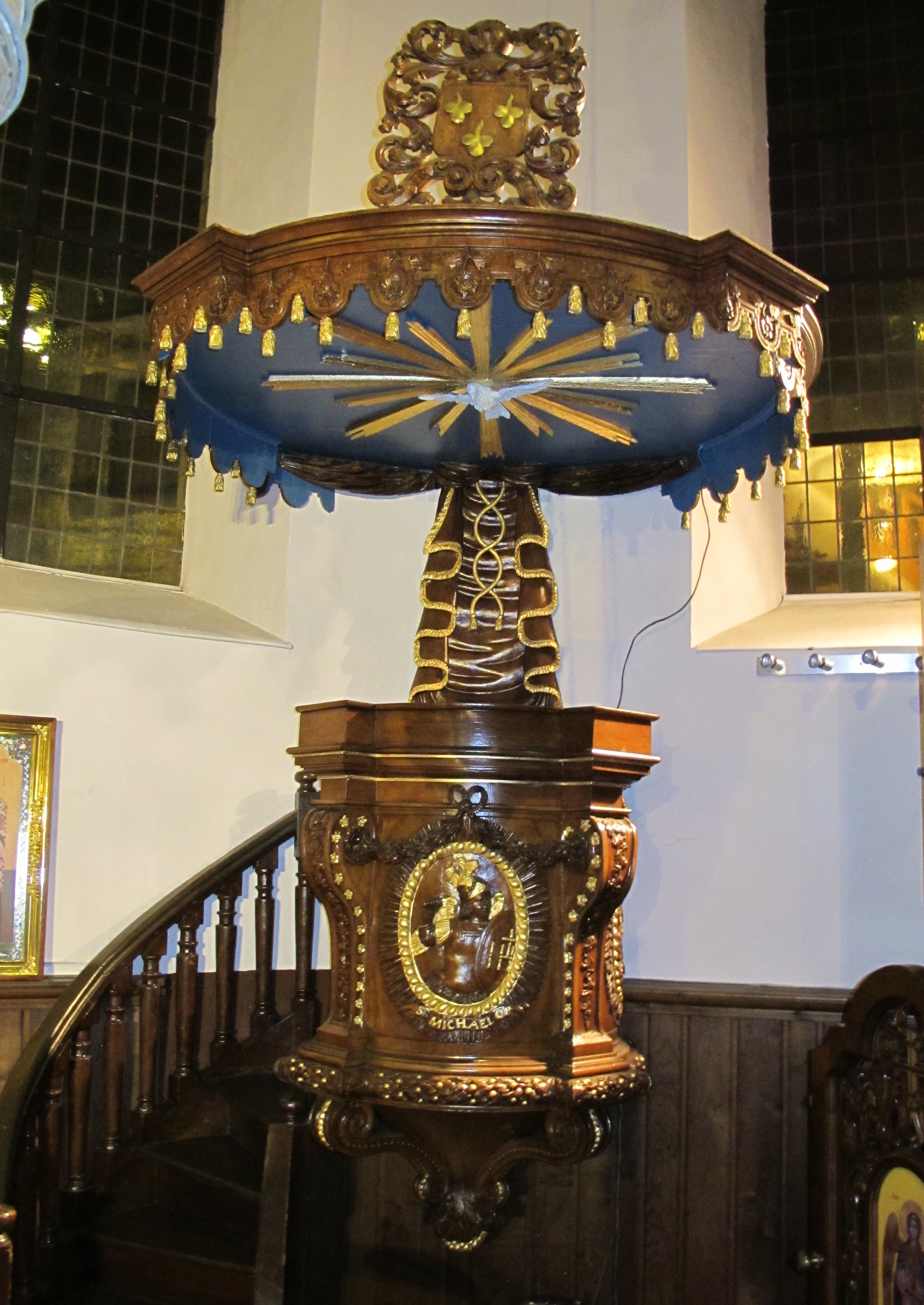

Aus dem Jahr 1720 stammt die in Maastricht angefertigte, teilweise vergoldete und komplett in Eichenholz geschnitzte Hängekanzel. Sie hat in der Kapelle ihren Standort rechts neben dem Hochaltar am Übergang zwischen Chor und Apsis und ist ebenfalls eine Stiftung der Familie Klebanck. Der runde Kanzelstuhl ist durch vier mit Blumendekor reich verzierte Volutenkonsolen in einen Zutrittbereich und drei Seitenfelder gegliedert. Auf diesen sind in ovalen Strahlenmedaillons die Bildnisse des hl. Lambertus, des hl. Michael und des hl. Nikolaus mit entsprechend beschrifteten Bändern eingesetzt. Oberhalb der Medaillons schwingen sich von Bändern gehaltene Festons, die die einzelnen Konsolen optisch verbinden. Unterhalb des Kanzelstuhls halten Volutenstreben als Abschluss einen Rebenknauf. Der Schalldeckel der Kanzel ist an seinem Rand mit einem Lambrequin besetzt und an seiner Vorderseite mit einem Wappenschild bestückt, auf der das Klebanck-Wappen eingeschnitzt ist.

### Sonstige Ausstattung

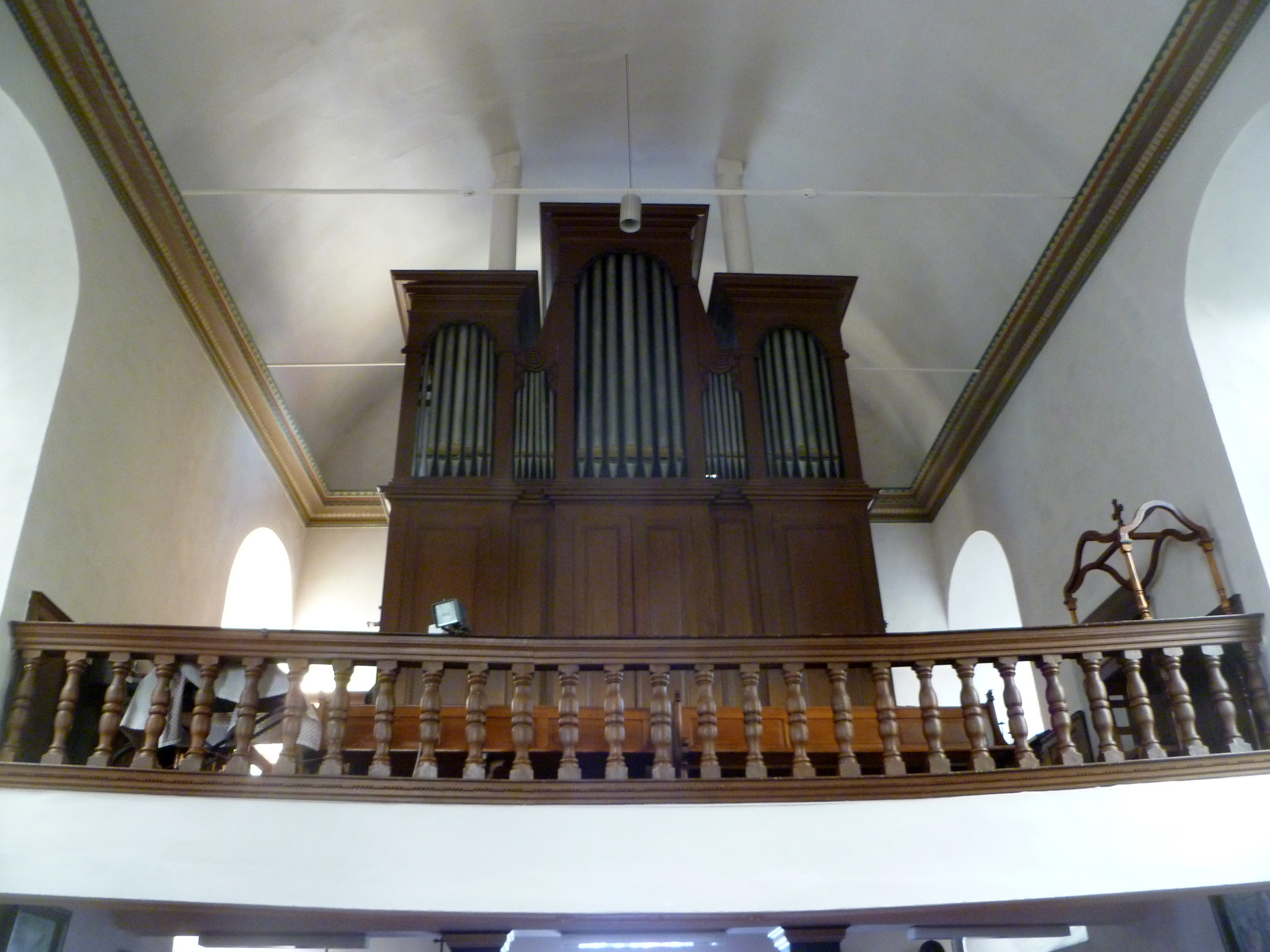
Orgelempore

- eine kleine Kommunionbank, etwa 1740 geschaffen, hat große Ähnlichkeit mit derjenigen aus der Eupener St. Nikolauskirche. Zwischen zwei Stützen befindet sich eine Balustergruppe, der eine Sitzplatte aus poliertem Granit, angeblich aus der Gegend um Dolhain, aufgesetzt ist.
- Der neuzeitliche Opfertisch ist noch relativ jung und wurde erst 1975 mit neun Balustersäulen zwischen zwei Randplatten aus dem Mittelteil der Kommunionbank zusammengesetzt, auf denen eine polierte Granitplatte ruht.
- Die 1877 angeschafften Kreuzwegstationen wurden von dem bereits oben erwähnten Maler Jacob Reiners hergestellt, der dazu berühmte Vorbilder der Kunstgeschichte genommen hat, wie beispielsweise das Bild Die Grablegung Christi von Michelangelo Merisi da Caravaggio.
- Die Orgel ist eine Anfertigung aus der Orgelwerkstatt von Engelbert Maaß (1781–1850) in Köln. Sie wurde 1834 in Auftrag gegeben, konnte jedoch erst 1840 aufgestellt werden. Die Holzarbeiten wurden vom Eupener Schreinermeister Johann Michael Gilles (1806–1855) angefertigt.
- Von dem alten Kirchenschatz sind ein Silberkelch aus dem Jahre 1700, hergestellt in einer Aachener Werkstatt, und eine Sonnenmonstranz aus dem 18. Jahrhundert erhalten geblieben.